# Скорострелно оръдие Барановски
Оръдие Барановски – няколко модела 2,5 дюймови (63,5 милиметрови) скорострелни оръдия за конната и планинската артилерия и за въоръжение на десантни кораби, проектирани през 1870-те години от руския инженер Владимир Степанович Барановский. Първото скорострелно оръдие по класическата схема.

## История на създаването
- 1872 – В завода на Нобел са произведени две 1,5 дюймови скорострелни оръдия.
- 1873 – Барановски за своя сметка произвежда и изпитва 2 дюймово скорострелно оръдие с подемен механизъм и винтов плъзгащ се затвор, стрелящо с унитарен патрон
- 1874 – В Санктпетербургския арсенал отливат медно 2,5 дюймово оръдие Барановски, закрепено със стоманен кожух.
- 11 януари 1875 – сравнителните изпитания на стоманеното и медното оръдие Барановски показват преимущество на стоманеното оръдие.
- 1875 – Барановски поръчва няколко стоманени 2,5 дюймови оръдия в Карлсруе.
- Есен 1875 – паралелни изпитания на 2,5 дюймовото конно оръдие на Барановски и 3 дюймовото оръдие на Обуховския завод.
- 25 апреля 1878 – первый заказ Морского ведомства на 10 пушек Барановского.
- 1882 – оръдието Барановски официално е прието на въоръжение.
- 1908 – флота, а след това и Главното артилерийско управление се отказват от оръдието на Барановски.

## Конструкция на оръдието
В скорострелните оръдия на своята система В. С. Барановски внедрява цяла поредица от новости, благодарение на които неговото оръдие става първото скорострелно оръдие конструирано по класическата схема в света:
- Безоткатен лафет с хидравлична (маслена) спирачка на отката и пружинен накатник
- Бутален затвор със самовзвеждащ се осев пружинен ударник
- Предпазител за предотвратяване на изстрел при ненапълно закторен затвор
- Въртящ и подемен механизъм
- Унитарно зареждане с екстракция на стреляните гилзи
- Оптически мерник Камински образец 1872 г. със сила 2 диоптъра

Стоманения ствол е скрепен към кожуха с цапфи, топлинно пресовани. Стъпката на нарезите е постоянна – във всичко останало канала съответства на образеца от 1877 г. Подемния механизъм представлява единичен винт, разположен между станините. За придаване на по-големи ъгли на подемния винт се надявал кълпак (подложка).
Лафета е разглобяем (челната част на лафета с оста и задната част със сошника – ралник) – частите се съединяват помежду си с шарнирни болтове. Лопатката на оста е цилиндрична с конични краища, на които се навинтват шайби.

## Технически характеристики
- Калибър – 2,5 дюйма (63,5 mm)
- Дължина на ствола – 1260/19,8 mm/клб
- Дължина на канала на ствола – 1070/16,8 mm/клб
- Дължина на нарезната част – 778 mm
- Брой нарези – 20
- Извивка на нарезите – 30 калибра
- Дълбочина на нарезите – 0,635 mm
- Начална скорост на снаряда – 427 m/s
- Таблична далечина на стрелбата – 1830 m
- Пределна далечина на стрелбата – 2800 m
- Тегло на затвора – 8,4 kg
- Тегло на ствола със затвора – 106 kg
- Маса на оръдието в бойно положение – 272 kg,
- Скорострелност– 5 изст/мин.

## Боеприпаси
Боекомплект и балистика на 2,5" оръдие образец 1883 г.
В състава на боекомплекта влизат:
1. Чугуненана граната с тегло 4 kg и дължина 3,6 клб., тегло на взривното вещество 66 g. Взривателя е ударен образец 1884 г.
2. Шрапнел диафрагмен със стоманен корпус и приставка месингова глава, с общо тегло 4,2 kg, дължина от 3,9 клб., тегло на ВВ 30 g. Шрапнела съдържа 100 стоманени куршуми и диаметър 12,7 mm и тегло 10,7 g. Възпламенителя е 10-секунден образец 1885 г.
3. Картеч в тенекиена обвивка с тегло 3,35 kg, дължина 3,9 клб., съдържа 96 куршуми с диаметър 19 mm и тегло по 25,6 g.

Картеч не се прилага към оръдията на Барановски – при необходимост шрапнела се поставял на 0,1 s закъснение.
Патрона се състои от желязно дънце и тенекиена гилза. Снарядния сандък има 9 гнезда, в които има 4 гранати и 4 шрапнели, в 9-ото гнездо – малка принадлежност.

## Модификации на оръдието

### Конното оръдие
През септември 1877 г. първата конна батарея от две 2,5 дюймови оръдия Барановски е изпратена на руско-турския фронт. През същата година е решено да се сформира една опитна конна батарея с 6 оръдеен състав. Материалната част за тази батарея е произведена към пролетта на 1878 г., но масовото производство така и не започва.

### Планинското оръдие
На основа на конното оръдие, Барановски проектира планинско със същата конструкция и със свои средства го произвежда в завода на Бергер. На 20 януари 1878 г. той доставя оръдието от Германия и го предлага за 1200 рубли на Главното артилерийско управление. След сравнителни изпитания заедно със 75 mm планинско оръдие на Круп установили, че по точност на стрелбата оръдието на Барановски значително превъзхожда круповското, по ефективност на действието на гранатите оръдията са равни, а по ефективност на действието на шрапнелите оръдието на Круп е малко по-добре. Комисията избира оръдието на Барановски.
На 9 май 1878 г. в Германия е направена поръчка за 40 планински оръдия на Барановски, достатъчни за формирането на 4 батареи. Към февруари 1879 г. всичките 40 оръдия са произведени и към средата на същата година са приети от военното ведомство.
Опитите да се направи подходящ лафет са продължителни. Барановски представя свой лафет (неразглобяем стоманен) в началото на 1878 г. Но при изпитанията станините се оказват твърде дълги и пречат на впрегатните коне. Скъсеният лафет се преобръща при стрелба. През ноември 1878 г. Барановски изготвя разглобяем лафет от листова бесмеровска стомана – първият сглобяем лафет в Европа. Но и този вариант се оказва не съвсем удачен. Слет това са проектирани планинските лафети на Дюшен и Енгелхард. В края на 1879 г. братовчеда на Барановски проектира нов разглобяем лафет, който успешно преминава изпитанията, но не е приет от Артилерийския комитет, поради високата си цена за производство. По-евтин железен лафет проектира инженера Крел. В началото на 1880 г. Артилерийския комитет внезапно изменя тактико-техническото задание за планинския лафет и изисква да се осигури увеличаване на ъглите на вертикална наводка. Крел оперативно изготвя три нови образеца на железни сглобяеми лафети. Първият образец не издържа изпитанията, а втория и третия успешно ги преодоляват.
След приемане на лафета за производство 2,5 дюймовите планински оръдия Барановски на лафети Крел постъпват на въоръжение в:
- 5-а батарея на 38-а артилерийска бригада (8 оръдия);

- 7-а батарея на Туркестанската артилерийска бригада (8 оръдия);

- 3-та батарея на Източно-Сибирската артилерийска бригада (8 оръдия);

- 1-ва батарея на Източно-Сибирската артилерийска бригада (4 оръдия);

- 2-ра батарея на Източно-Сибирската артилерийска бригада (4 оръдия).

### Десантното оръдие
На 28 декември 1876 г. генерал-адмирала, великия княз Константин Николаевич се запознава с конното оръдие на Барановски и заповядва да се закупи един екземпляр, и да се произведе за него опитен морски лафет.
Установката се поставя на специална подставка, закрепена с три болта за палубата (във вид на равностранен триъгълник). Височината на осите на цапфите от палубата съставлява 1068 mm. За да се премести люлеещата се част на оръдието от корабната установка на колесния десантен лафет, трябвало да се отвинти само един болт. Височината на оста на цапфите на колесния лафет е 864 mm. На лодките оръдието вече е с колесния лафет. При това колелата се сваляли, а краищата на оста на лафета се поставят в железни подцапфници, които са на планшира на лодката, и се затварят с железни скоби. Задния край на хобота на лафета се захваща към банката (пейката за гребците) с въже. По този начина, оръдието може да води стрелба и от лодката в неголям носов сектор.
В неговия боекомплект влизат: чугунена граната с тегло 2,55 kg, ВВ – 90 g артилерийски барут, шрапнел с тегло около 3 kg, съдържаща 56 куршуми с 10-секунден взривател. Табличната далечина на стрелбата съставлява 1830 m, при това при гранатата Va = 372 m/s и ъгъл +10°, а при шрапнела съответно 329 m/s и ъгъл +6,1°.
Разчета за оръдие Барановски на кораба – 4 души, на брега – един подофицер, два комендора и 16 души прислуга. За преместването на оръдието се впрягат 16 души и толкова за количката с боеприпасите. Всяка десантна рота трябва да е окомплектована с две оръдия и една количка.
Първата поръчка за 10 оръдия Барановски Морското ведомство прави на 25 април 1878 г., макар то да е прието официално на въоръжение едва 1882-ва. КЪм 1889 г. Морското ведомство има 60 оръдия, а към 1901 г. – 125. Тези оръдия са произвеждани от Опитния корабостроителен завод (към 1 май 1901 г. завода предава на Морското ведомство 148 оръдия), а лафетите – на завода на братята Барановски и на Металическия завод в Петербург.
Десантните оръдия постъпват на въоръжение на всички кораби на руския флот от канонерските лодки до броненосците.

## Съдба на оръдието

### Конното и планинското оръдие
През 1880-те години Главното артилерийско управление е крайно консервативно и с недоверие се отнася към противооткатните устройства и оръдията с откат по оста на канала, унитарното и даже разделно-гилзовото зареждане. От 1885 г. батареите, въоръжени с оръдията на Барановски, започват да се превъоръжават с 2,5 дюймови оръдия образец 1883 г., а оръдията на Барановски са изпратени в склада. През 1891 г. има предложение за въоръжаването с тези оръдия на речните параходи на Аму Даря и Амур, но то не е реализирано.
Към 28 ноември 1897 г. на склад има оръдия Барановски в състав: 6 конни (Санкт Петербург) и 40 планински. Към планинските има 72 лафета. Журнала на Артилерийския комитет №591 от ноември 1897 г. постановява намиращите се на склад 2,5" планински оръдия на Барановски да се извадят и да се смятат за негодно имущество, с пожелание да се съхранят по един екземпляр от конното и планиското оръдие за Артилерийския музей.
По данни на А. Широкорад, няколко оръдия са използвани в системата за ПВО на Морската крепост на Петър Велики. Известно количество остава в складовете и след Гражданската война. На 31 август 1923 г. те са отнесени към 3-та категория като „загубили всякакво бойно значение“.

### Десантното оръдие
До началото на руско-японската война десантното оръдие практически не е воювало. През 1902 г. в Пекин рота моряци с тяхна помощ отбранява руското посолство от въстаналите „ихетуа́ни“. В хода на руско-японската война 1904 – 1905 г. оръдията са използвани в действия на сушата и морето даже служат за бреговата отбрана на Командорските острови.
Войната показва неефективността на 2,5" оръдия, и през периода 1907 – 1908 г. флота се отказва от тях. През 1908 г. морското ведомство предлага да предаде десантните оръдия на сухопътното ведомство, но Главното артилерийско управление решително отказва, след което оръдията са предадени за претопяване.

### Влияние в развитието на артилерията
Изобретението на Барановски изпреварва своето време. През 1880-те години принципите на действие на 2,5 дюймовите скорострелни оръдия са заимствани от всички страни.
Конструкцията на 3 дюймовото полево скорострелно оръдие образец 1902 г. (Кировски завод, СПб) изцяло е основано на принципите, разработени от В. С. Барановски. Това оръдие в много от бойните качества превъзхожда скорострелните 75 mm френско и 77 mm немско оръдия и се оказва изключително дълговечно – то се използва над 30 години.